# Chryso-hypnum expallescens
Chryso-hypnum expallescens är en bladmossart som beskrevs av Georg Ernst Ludwig Hampe 1870. Chryso-hypnum expallescens ingår i släktet Chryso-hypnum och familjen Hypnaceae. Inga underarter finns listade i Catalogue of Life.